# Annett Louisan/Diskografie
Diese Diskografie ist eine Übersicht über die musikalischen Werke der deutschen Chanson- und Popsängerin Annett Louisan. Den Schallplattenauszeichnungen zufolge hat sie bisher mehr als 1,7 Millionen Tonträger verkauft. Ihre erfolgreichste Veröffentlichung ist das Debütalbum Bohème mit über 510.000 verkauften Einheiten.

## Alben

### Studioalben
| Jahr | Titel Musiklabel                               | Höchstplatzierung, Gesamtwochen, AuszeichnungChartplatzierungen (Jahr, Titel, Musiklabel, Platzierungen, Wochen, Auszeichnungen, Anmerkungen) | Höchstplatzierung, Gesamtwochen, AuszeichnungChartplatzierungen (Jahr, Titel, Musiklabel, Platzierungen, Wochen, Auszeichnungen, Anmerkungen) | Höchstplatzierung, Gesamtwochen, AuszeichnungChartplatzierungen (Jahr, Titel, Musiklabel, Platzierungen, Wochen, Auszeichnungen, Anmerkungen) | Anmerkungen                                                |
| Jahr | Titel Musiklabel                               | DE | AT | CH | Anmerkungen                                                |
| ---- | ---------------------------------------------- | --- | --- | --- | ---------------------------------------------------------- |
| 2004 | Bohème 105music (Sony BMG)                     | DE3 ×5Fünffachgold · (54 Wo.)DE | AT11 Gold · (21 Wo.)AT | CH23 (15 Wo.)CH | Erstveröffentlichung: 25. Oktober 2004 Verkäufe: + 515.000 |
| 2005 | Unausgesprochen 105music (Sony BMG)            | DE3 Platin · (51 Wo.)DE | AT19 Gold · (27 Wo.)AT | CH49 (10 Wo.)CH | Erstveröffentlichung: 21. Oktober 2005 Verkäufe: + 215.000 |
| 2007 | Das optimale Leben 105music (Sony BMG)         | DE2 Platin · (34 Wo.)DE | AT6 Gold · (10 Wo.)AT | CH7 (9 Wo.)CH | Erstveröffentlichung: 31. August 2007 Verkäufe: + 210.000  |
| 2008 | Teilzeithippie 105music (Sony BMG)             | DE2 Platin · (32 Wo.)DE | AT6 Gold · (14 Wo.)AT | CH11 (6 Wo.)CH | Erstveröffentlichung: 17. Oktober 2008 Verkäufe: + 210.000 |
| 2011 | In meiner Mitte 105music (Sony)                | DE2 Gold · (24 Wo.)DE | AT5 (11 Wo.)AT | CH22 (5 Wo.)CH | Erstveröffentlichung: 11. März 2011 Verkäufe: + 100.000    |
| 2014 | Zu viel Information 105music (Sony)            | DE3 Gold · (20 Wo.)DE | AT4 (17 Wo.)AT | CH8 (5 Wo.)CH | Erstveröffentlichung: 14. Februar 2014 Verkäufe: + 100.000 |
| 2016 | Berlin, Kapstadt, Prag Columbia Records (Sony) | DE11 (4 Wo.)DE | AT22 (4 Wo.)AT | CH32 (2 Wo.)CH | Erstveröffentlichung: 13. Mai 2016 Coveralbum              |
| 2019 | Kleine große Liebe Ariola (Sony)               | DE6 (10 Wo.)DE | AT11 (3 Wo.)AT | CH14 (4 Wo.)CH | Erstveröffentlichung: 29. März 2019                        |
| 2020 | Kitsch Ariola (Sony)                           | DE7 (9 Wo.)DE | AT9 (3 Wo.)AT | CH29 (1 Wo.)CH | Erstveröffentlichung: 21. August 2020 Coveralbum           |
| 2023 | Babyblue Ariola (Sony)                         | DE8 (4 Wo.)DE | AT29 (1 Wo.)AT | CH65 (1 Wo.)CH | Erstveröffentlichung: 17. Februar 2023                     |

### Livealben
| Jahr | Titel Musiklabel                                   | Höchstplatzierung, Gesamtwochen, AuszeichnungChartplatzierungen (Jahr, Titel, Musiklabel, Platzierungen, Wochen, Auszeichnungen, Anmerkungen) | Höchstplatzierung, Gesamtwochen, AuszeichnungChartplatzierungen (Jahr, Titel, Musiklabel, Platzierungen, Wochen, Auszeichnungen, Anmerkungen) | Höchstplatzierung, Gesamtwochen, AuszeichnungChartplatzierungen (Jahr, Titel, Musiklabel, Platzierungen, Wochen, Auszeichnungen, Anmerkungen) | Anmerkungen                                                                              |
| Jahr | Titel Musiklabel                                   | DE | AT | CH | Anmerkungen                                                                              |
| ---- | -------------------------------------------------- | --- | --- | --- | ---------------------------------------------------------------------------------------- |
| 2014 | Zu viel Information – Live 105 Music (Sony)        | DE*DE | AT*AT | CH*CH | Erstveröffentlichung: 3. Oktober 2014 * Verkäufe werden Zu viel Information hinzuaddiert |
| 2023 | Live aus der Elbphilharmonie Hamburg Ariola (Sony) | DE95 (1 Wo.)DE | — | — | Erstveröffentlichung: 13. Oktober 2023                                                   |

### Kompilationen
| Jahr | Titel Musiklabel              | Höchstplatzierung, Gesamtwochen, AuszeichnungChartplatzierungen (Jahr, Titel, Musiklabel, Platzierungen, Wochen, Auszeichnungen, Anmerkungen) | Höchstplatzierung, Gesamtwochen, AuszeichnungChartplatzierungen (Jahr, Titel, Musiklabel, Platzierungen, Wochen, Auszeichnungen, Anmerkungen) | Höchstplatzierung, Gesamtwochen, AuszeichnungChartplatzierungen (Jahr, Titel, Musiklabel, Platzierungen, Wochen, Auszeichnungen, Anmerkungen) | Anmerkungen                              |
| Jahr | Titel Musiklabel              | DE | AT | CH | Anmerkungen                              |
| ---- | ----------------------------- | --- | --- | --- | ---------------------------------------- |
| 2015 | Song Poeten. 105 Music (Sony) | DE56 (2 Wo.)DE | — | — | Erstveröffentlichung: 25. September 2015 |

### EPs
| Jahr | Titel Musiklabel                                       | Anmerkungen                             |
| ---- | ------------------------------------------------------ | --------------------------------------- |
| 2005 | Unausgesprochen – Live aus Baden Baden Premium Records | Erstveröffentlichung: 1. November 2005  |
| 2020 | Kitschmas Ariola (Sony)                                | Erstveröffentlichung: 20. November 2020 |

## Singles

### Als Leadmusikerin
| Jahr | Titel Album                                                                                               | Höchstplatzierung, Gesamtwochen, AuszeichnungChartplatzierungen (Jahr, Titel, Album, Platzierungen, Wochen, Auszeichnungen, Anmerkungen) | Höchstplatzierung, Gesamtwochen, AuszeichnungChartplatzierungen (Jahr, Titel, Album, Platzierungen, Wochen, Auszeichnungen, Anmerkungen) | Höchstplatzierung, Gesamtwochen, AuszeichnungChartplatzierungen (Jahr, Titel, Album, Platzierungen, Wochen, Auszeichnungen, Anmerkungen) | Anmerkungen |
| Jahr | Titel Album                                                                                               | DE | AT | CH | Anmerkungen |
| ---- | --- | --- | --- | --- | --- |
| 2004 | Das Spiel auch bekannt als: The Game Bohème                                                               | DE5 Gold · (19 Wo.)DE | AT12 (25 Wo.)AT | CH66 (9 Wo.)CH | Erstveröffentlichung: 1. November 2004 (DE-Version) Erstveröffentlichung: 28. Oktober 2022 (EN-Version) Verkäufe: + 150.000 |
| 2005 | Das Gefühl Bohème                                                                                         | DE34 (10 Wo.)DE | AT64 (3 Wo.)AT | — | Erstveröffentlichung: 14. Februar 2005                                                                                      |
| 2005 | Das große Erwachen (… und jetzt …) Unausgesprochen                                                        | DE52 (9 Wo.)DE | AT68 (1 Wo.)AT | — | Erstveröffentlichung: 3. Oktober 2005                                                                                       |
| 2006 | Eve Unausgesprochen                                                                                       | — | — | — | Erstveröffentlichung: 6. Januar 2006                                                                                        |
| 2006 | Wer bin ich wirklich? Unausgesprochen (Deluxe-Version)                                                    | DE29 (9 Wo.)DE | AT54 (4 Wo.)AT | CH46 (7 Wo.)CH | Erstveröffentlichung: 31. März 2006                                                                                         |
| 2007 | Das alles wär nie passiert Das optimale Leben                                                             | DE52 (9 Wo.)DE | AT71 (1 Wo.)AT | CH30 (6 Wo.)CH | Erstveröffentlichung: 17. August 2007                                                                                       |
| 2007 | Was haben wir gesucht? Das optimale Leben                                                                 | — | — | — | Erstveröffentlichung: 16. November 2007                                                                                     |
| 2008 | Drück die 1 Teilzeithippie                                                                                | DE38 (9 Wo.)DE | AT60 (2 Wo.)AT | — | Erstveröffentlichung: 26. September 2008                                                                                    |
| 2009 | Auf dich hab ich gewartet Teilzeithippie                                                                  | DE83 (1 Wo.)DE | — | — | Erstveröffentlichung: 13. März 2009                                                                                         |
| 2009 | Lass uns reden –                                                                                          | — | — | — | Erstveröffentlichung: 5. Oktober 2009                                                                                       |
| 2011 | Verschwinde In meiner Mitte                                                                               | — | — | — | Erstveröffentlichung: 18. Februar 2011                                                                                      |
| 2011 | Pärchenallergie In meiner Mitte                                                                           | — | — | — | Erstveröffentlichung: 2. September 2011                                                                                     |
| 2014 | Ich trau mich nicht –                                                                                     | — | — | — | Erstveröffentlichung: 12. Juni 2014 mit Zac Tenenbaum                                                                       |
| 2014 | Kannst du wirklich nur an Fußball denken? Das Wunder von Bern: Die Originalversion des Hamburger Musicals | — | — | — | Erstveröffentlichung: 27. Juni 2014                                                                                         |
| 2014 | Zu viel Information                                                                                       | — | — | — | Erstveröffentlichung: 19. September 2014                                                                                    |
| 2016 | Meine Kleine Kleine große Liebe                                                                           | — | — | — | Erstveröffentlichung: 17. Mai 2016                                                                                          |
| 2019 | Belmondo Kleine große Liebe                                                                               | — | — | — | Erstveröffentlichung: 15. Februar 2019                                                                                      |
| 2021 | Vielen Dank für die Blumen –                                                                              | — | — | — | Erstveröffentlichung: 30. Juli 2021 Original: Udo Jürgens                                                                   |
| 2023 | Blutschwestern (Live) Live aus der Elbphilharmonie Hamburg                                                | — | — | — | Erstveröffentlichung: 15. September 2023                                                                                    |

### Als Gastmusikerin
| Jahr | Titel Album                                                    | Höchstplatzierung, Gesamtwochen, AuszeichnungChartplatzierungen (Jahr, Titel, Album, Platzierungen, Wochen, Auszeichnungen, Anmerkungen) | Höchstplatzierung, Gesamtwochen, AuszeichnungChartplatzierungen (Jahr, Titel, Album, Platzierungen, Wochen, Auszeichnungen, Anmerkungen) | Höchstplatzierung, Gesamtwochen, AuszeichnungChartplatzierungen (Jahr, Titel, Album, Platzierungen, Wochen, Auszeichnungen, Anmerkungen) | Anmerkungen                                                                                |
| Jahr | Titel Album                                                    | DE | AT | CH | Anmerkungen                                                                                |
| ---- | -------------------------------------------------------------- | --- | --- | --- | ------------------------------------------------------------------------------------------ |
| 2013 | Der Sternstunden Song 2013 –                                   | — | — | — | Erstveröffentlichung: 22. November 2013 Claudia Koreck & Freunde                           |
| 2020 | Best of Us –                                                   | DE78 Gold · (8 Wo.)DE | — | — | Erstveröffentlichung: 25. Juni 2020 Verkäufe: + 200.000; als Teil von Wier                 |
| 2021 | Der Fuchs Schöne Dinge                                         | — | — | — | Erstveröffentlichung: 27. August 2021 Lucas Uecker feat. Annett Louisan                    |
| 2021 | Ihr kriegt uns nie mehr klein Boom Schakkalakka                | — | — | — | Erstveröffentlichung: 19. November 2021 Dikka feat. Various Artists                        |
| 2022 | Wenn du dich auflöst Ku’damm 56 – Das Musical (Deluxe-Edition) | — | — | — | Erstveröffentlichung: 11. März 2022 Peter Plate & Ulf Leo Sommer feat. Annett Louisan      |
| 2022 | Morgen, Kinder, wird’s was geben –                             | — | — | — | Erstveröffentlichung: 25. November 2022 Dikka feat. Various Artists; Original: Traditional |
| 2023 | Kein Problem Am Wahn                                           | — | — | — | Erstveröffentlichung: 23. März 2023 Tristan Brusch feat. Annett Louisan                    |

## Videoalben und Musikvideos

### Videoalben
| Jahr | Titel Musiklabel                            | Höchstplatzierung, Gesamtwochen, AuszeichnungChartplatzierungen (Jahr, Titel, Musiklabel, Platzierungen, Wochen, Auszeichnungen, Anmerkungen) | Höchstplatzierung, Gesamtwochen, AuszeichnungChartplatzierungen (Jahr, Titel, Musiklabel, Platzierungen, Wochen, Auszeichnungen, Anmerkungen) | Höchstplatzierung, Gesamtwochen, AuszeichnungChartplatzierungen (Jahr, Titel, Musiklabel, Platzierungen, Wochen, Auszeichnungen, Anmerkungen) | Anmerkungen                                               |
| Jahr | Titel Musiklabel                            | DE | AT | CH | Anmerkungen                                               |
| ---- | ------------------------------------------- | --- | --- | --- | --------------------------------------------------------- |
| 2006 | Unausgesprochen – Live 105 Music (Sony BMG) | DE*DE | AT7 (1 Wo.)AT | CH*CH | Erstveröffentlichung: 3. Februar 2006 * siehe Studioalbum |
| 2009 | Teilzeithippie – Live 105 Music (Sony BMG)  | DE*DE | — | — | Erstveröffentlichung: 2. Oktober 2009 * siehe Studioalbum |

### Musikvideos
| Jahr | Titel                                          | Regisseur(e)                       |
| ---- | ---------------------------------------------- | ---------------------------------- |
| 2004 | Das Spiel                                      | Katja Kuhl                         |
| 2005 | Das Gefühl                                     | Katja Kuhl                         |
| 2005 | Das große Erwachen (… und jetzt …)             | Hannes Rossacher                   |
| 2006 | Wer bin ich wirklich?                          | Oliver Sommer                      |
| 2007 | Das alles wär nie passiert                     |                                    |
| 2008 | Drück die 1                                    | Pet&Flo                            |
| 2011 | Verschwinde                                    | Mortimer Hochberg                  |
| 2011 | Pärchenallergie                                | Oliver Sommer                      |
| 2011 | Stell dir vor, dass unten oben ist             |                                    |
| 2014 | Zu viel Information                            | Cindy Hennes                       |
| 2014 | Dein Ding                                      | Oliver Sommer                      |
| 2014 | Besonders                                      | Sandra Marschner                   |
| 2014 | Kannst Du denn wirklich nur an Fußball denken? | Peter Pippig                       |
| 2015 | Du fehlst mir so                               | Cindy Hennes                       |
| 2016 | OMG!                                           | Paul Gerwien                       |
| 2019 | Belmondo                                       |                                    |
| 2019 | Kleine große Liebe                             |                                    |
| 2020 | Immer dasselbe                                 | Ilka Wensing                       |
| 2020 | Best of Us                                     |                                    |
| 2020 | Hello                                          |                                    |
| 2020 | (I Just) Died in Your Arms                     |                                    |
| 2021 | Vielen Dank für die Blumen                     |                                    |
| 2021 | Ihr kriegt uns nie mehr klein                  | Alexander Gellner                  |
| 2022 | Morgen, Kinder, wird’s was geben               |                                    |
| 2023 | Die mittleren Jahre                            | Jim Rakete                         |
| 2023 | Kein Problem                                   | Lisa King, Martin Friedrich Schmid |

## Sonderveröffentlichungen

### Alben
| Jahr | Titel Musiklabel              | Anmerkungen                                                                          |
| ---- | ----------------------------- | ------------------------------------------------------------------------------------ |
| 2019 | Berlin Sessions Ariola (Sony) | Erstveröffentlichung: 29. März 2019 Teil von Kleine große Liebe (Limitierte Fan-Box) |

### Lieder
| Jahr | Titel Album                                                                           | Anmerkungen |
| ---- | ------------------------------------------------------------------------------------- | --- |
| 2007 | Kokettier’ nicht mit mir Mein Geheimnis                                               | Erstveröffentlichung: 4. Mai 2007 Götz Alsmann feat. Annett Louisan                                                       |
| 2007 | Still Song Book                                                                       | Erstveröffentlichung: 4. Mai 2007 Stephan Eicher feat. Annett Louisan                                                     |
| 2010 | Der alte Wolf wird langsam grau So ist das Spiel                                      | Erstveröffentlichung: 5. März 2010 Stefan Waggershausen feat. Annett Louisan                                              |
| 2011 | Und du liebst mich immer noch? Ganz klar                                              | Erstveröffentlichung: 19. August 2011 Frank Ramond feat. Annett Louisan                                                   |
| 2011 | Wenn ich so wär wie Du Live – I kon barfuass um die Welt fliang und dabei Mensch sein | Erstveröffentlichung: 11. November 2011 Claudia Koreck feat. Annett Louisan                                               |
| 2014 | Spiel Zigeuner Bamboleo – The Greatest Gypsy Hits of All Time!                        | Erstveröffentlichung: 6. Juni 2014 Las Dos Guitarras feat. Annett Louisan; Original: Charles Aznavour – Les deux guitares |
| 2015 | Spinner (Unplugged) MTV Unplugged in drei Akten                                       | Erstveröffentlichung: 9. Oktober 2015 Revolverheld feat. Annett Louisan                                                   |
| 2017 | Ja oder nein Vilnius                                                                  | Erstveröffentlichung: 21. April 2017 Tom Schilling & The Jazz Kids feat. Annett Louisan                                   |
| 2021 | Der Fuchs Schöne Dinge                                                                | Erstveröffentlichung: 1. Oktober 2021 Lucas Uecker feat. Annett Louisan                                                   |
| 2022 | Blue Bayou Idole                                                                      | Erstveröffentlichung: 24. Juni 2022 Peter Kraus feat. Annett Louisan; Original: Roy Orbison                               |
| 2022 | Wenn du dich auflöst Ku’damm 56 – Das Musical (Deluxe-Edition)                        | Erstveröffentlichung: 24. Juni 2022 Peter Plate & Ulf Leo Sommer feat. Annett Louisan                                     |
| 2022 | Ihr kriegt uns nie mehr klein Boom Schakkalakka                                       | Erstveröffentlichung: 26. August 2022 Dikka feat. Various Artists                                                         |
| 2023 | Kein Problem Am Wahn                                                                  | Erstveröffentlichung: 24. März 2023 Tristan Brusch feat. Annett Louisan                                                   |

| Jahr | Titel Album | Anmerkungen |
| ---- | --- | --- |
| 2005 | B-Seite Rio Reiser: Familienalbum, Band 2                                                                      | Erstveröffentlichung: 14. Oktober 2005 Original: Rio Reiser                                                                                           |
| 2006 | Am Anfang steht immer ein Traum Das silberne Segel                                                             | Erstveröffentlichung: 1. Oktober 2006 mit Uwe Ochsenknecht, Ben, Michy Reincke, Naima, Nina Hagen & Stefan Gwildis                                    |
| 2006 | Frei sein! Das silberne Segel                                                                                  | Erstveröffentlichung: 1. Oktober 2006 mit Uwe Ochsenknecht, Nina Hagen, Ben, Naima & Michy Reincke                                                    |
| 2006 | Hinter dem Zaum Das silberne Segel                                                                             | Erstveröffentlichung: 1. Oktober 2006 mit Uwe Ochsenknecht                                                                                            |
| 2006 | Soll’n wir Freunde bleiben? Das silberne Segel                                                                 | Erstveröffentlichung: 1. Oktober 2006 mit Uwe Ochsenknecht, Mellow Mark, Ben & Naima                                                                  |
| 2006 | Wir sind nicht allein Das silberne Segel                                                                       | Erstveröffentlichung: 1. Oktober 2006 mit Uwe Ochsenknecht                                                                                            |
| 2007 | Blauer Schmetterling Hesse Projekt – Die Welt unser Traum                                                      | Erstveröffentlichung: 16. März 2007 Original: Hermann Hesse                                                                                           |
| 2007 | In Sand geschrieben Hesse Projekt – Die Welt unser Traum                                                       | Erstveröffentlichung: 16. März 2007 Original: Hermann Hesse                                                                                           |
| 2009 | Frei wie der Wind Die Suche nach dem verlorenen Schatz                                                         | Erstveröffentlichung: 22. September 2009 |
| 2012 | Ich brauch Tapetenwechsel Stars singen Hildegard Knef                                                          | Erstveröffentlichung: 5. Oktober 2012 Original: Hildegard Knef                                                                                        |
| 2012 | Ohne Dich Stars singen Hildegard Knef                                                                          | Erstveröffentlichung: 5. Oktober 2012 mit Bürger Lars Dietrich; Original: Hildegard Knef                                                              |
| 2012 | Vergiss sie, sie hat dich nie geliebt Stars singen Hildegard Knef                                              | Erstveröffentlichung: 5. Oktober 2012 Original: Hildegard Knef                                                                                        |
| 2012 | La-Le-Lu Giraffenaffen                                                                                         | Erstveröffentlichung: 9. November 2012 Original: René Carol & Lonny Kellner                                                                           |
| 2014 | Wer hat meine Zeit gefunden? Mitten im Leben – Das Tribute-Album                                               | Erstveröffentlichung: 14. Oktober 2014 Original: Udo Jürgens                                                                                          |
| 2015 | Kannst du denn wirklich nur an Fußball denken? Das Wunder von Bern: Die Originalversion des Hamburger Musicals | Erstveröffentlichung: 27. Februar 2015 |
| 2015 | Leise rieselt der Schnee Giraffenaffen 4 – Winterzeit                                                          | Erstveröffentlichung: 5. November 2015 Original: Eduard Ebel                                                                                          |
| 2016 | City of Gold Sing meinen Song – Das Tauschkonzert Vol. 3                                                       | Erstveröffentlichung: 29. April 2016 Original: Seven                                                                                                  |
| 2016 | Close Sing meinen Song – Das Tauschkonzert Vol. 3                                                              | Erstveröffentlichung: 29. April 2016 Original: The BossHoss                                                                                           |
| 2016 | Nur geträumt Sing meinen Song – Das Tauschkonzert Vol. 3                                                       | Erstveröffentlichung: 29. April 2016 Original: Nena                                                                                                   |
| 2016 | Verdammt lang her Sing meinen Song – Das Tauschkonzert Vol. 3                                                  | Erstveröffentlichung: 29. April 2016 Original: BAP |
| 2016 | Halt Dich an Deiner Liebe fest Alles und noch viel mehr                                                        | Erstveröffentlichung: 19. August 2016 Original: Ton Steine Scherben                                                                                   |
| 2016 | Jingle Bells Sing meinen Song – Das Weihnachtskonzert Vol. 3                                                   | Erstveröffentlichung: 9. Dezember 2016 Original: Traditional                                                                                          |
| 2016 | River Sing meinen Song – Das Weihnachtskonzert Vol. 3                                                          | Erstveröffentlichung: 9. Dezember 2016 Original: Joni Mitchell                                                                                        |
| 2018 | Mädchen gegen Jungs Bibi & Tina – Star-Edition                                                                 | Erstveröffentlichung: 28. September 2018 als Teil der Bibi & Tina All Stars Original: Lina Larissa Strahl, Lisa-Marie Koroll, Phil Laude & Louis Held |
| 2018 | Ordinary Girl Bibi & Tina – Star-Edition                                                                       | Erstveröffentlichung: 28. September 2018 Original: Ruby O. Fee                                                                                        |
| 2020 | Immer dasselbe Dein Song 2020                                                                                  | Erstveröffentlichung: 20. März 2020 mit Richi Oschmann                                                                                                |
| 2020 | Winter So klingt Weihnachten                                                                                   | Erstveröffentlichung: 3. Dezember 2020 Original: Tori Amos                                                                                            |
| 2024 | So soll es sein – so wird es sein Wolf Biermann Re:Imagined – Lieder für jetzt!                                | Erstveröffentlichung: 15. November 2024 Original: Wolf Biermann                                                                                       |

| Jahr | Titel Soundtrack zu                                                             | Anmerkungen                                           |
| ---- | ------------------------------------------------------------------------------- | ----------------------------------------------------- |
| 2007 | Der kleine Unterschied Warum Männer nicht zuhören und Frauen schlecht einparken | Erstveröffentlichung: 7. Dezember 2007 mit James Last |
| 2011 | Von Planet zu Planet Der kleine Prinz                                           | Erstveröffentlichung: 26. Oktober 2011                |
| 2018 | Das was ihr vermisst Mary Poppins’ Rückkehr                                     | Erstveröffentlichung: 7. Dezember 2018                |

### Videoalben
| Jahr | Titel Musiklabel                                                                 | Anmerkungen                                                                                  |
| ---- | -------------------------------------------------------------------------------- | -------------------------------------------------------------------------------------------- |
| 2007 | 3sat Festival / Konzert mit Filmorchester Babelsberg 105 Music (Sony BMG)        | Erstveröffentlichung: 23. November 2007 Teil von Das optimale Leben (Tour-Edition 2007/2008) |
| 2011 | Küchenkonzert / Live @ TV Noir / HR1 Live Lounge Konzert Columbia Records (Sony) | Erstveröffentlichung: 7. Oktober 2011 Teil von In meiner Mitte (Special-Edition)             |

## Promoveröffentlichungen
| Jahr | Titel Album                                                                           | Anmerkungen |
| ---- | ------------------------------------------------------------------------------------- | --- |
| 2005 | Chancenlos Unausgesprochen                                                            | Erstveröffentlichung: 2005                                                                                       |
| 2006 | Torsten Schmidt Unausgesprochen                                                       | Erstveröffentlichung: 2006                                                                                       |
| 2006 | Ausgesprochen unausgesprochen Unausgesprochen                                         | Erstveröffentlichung: 2006                                                                                       |
| 2008 | Ich liebe dich (Ich …be dich) Das optimale Leben                                      | Erstveröffentlichung: 29. Februar 2008                                                                           |
| 2008 | Am Anfang steht immer ein Traum Das silberne Segel                                    | Erstveröffentlichung: 2008 mit Uwe Ochsenknecht, Joachim Witt, Michy Reincke, Naima, Nina Hagen & Stefan Gwildis |
| 2009 | Die nächste Liebe meines Lebens Teilzeithippie                                        | Erstveröffentlichung: 2009                                                                                       |
| 2011 | Wenn ich so wär wie Du Live – I kon barfuass um die Welt fliang und dabei Mensch sein | Erstveröffentlichung: 2011 Claudia Koreck feat. Annett Louisan                                                   |
| 2011 | Würdest du? In meiner Mitte                                                           | Erstveröffentlichung: 2011                                                                                       |
| 2011 | Nimm’s nicht persönlich In meiner Mitte (Special Edition)                             | Erstveröffentlichung: 2011                                                                                       |
| 2014 | Dein Ding Zu viel Information                                                         | Erstveröffentlichung: 23. Januar 2014                                                                            |
| 2014 | Besonders Zu viel Information                                                         | Erstveröffentlichung: 10. April 2014                                                                             |
| 2015 | Das Rezept Zu viel Information                                                        | Erstveröffentlichung: 6. März 2015                                                                               |
| 2016 | Nur geträumt Sing meinen Song – Das Tauschkonzert Vol. 3                              | Erstveröffentlichung: 12. April 2016 Original: Nena                                                              |
| 2016 | OMG! Berlin, Kapstadt, Prag                                                           | Erstveröffentlichung: 25. April 2016 Original: Marteria                                                          |
| 2016 | Close Sing meinen Song – Das Tauschkonzert Vol. 3                                     | Erstveröffentlichung: 26. April 2016 Original: The BossHoss                                                      |
| 2019 | Die schönsten Wege sind aus Holz Kleine große Liebe                                   | Erstveröffentlichung: 11. Januar 2019                                                                            |
| 2019 | Ein besserer Mensch Kleine große Liebe                                                | Erstveröffentlichung: 15. März 2019                                                                              |
| 2020 | Marleen Kitsch                                                                        | Erstveröffentlichung: 24. Juli 2020 Original: Marianne Rosenberg                                                 |
| 2020 | Hello Kitsch                                                                          | Erstveröffentlichung: 14. August 2020 Original: Lionel Richie                                                    |
| 2020 | Have Yourself a Merry Little Christmas Kitschmas EP                                   | Erstveröffentlichung: 6. November 2020 Original: Judy Garland                                                    |
| 2022 | Die fabelhafte Welt der Amnesie Babyblue                                              | Erstveröffentlichung: 30. November 2022                                                                          |
| 2023 | Die mittleren Jahre Babyblue                                                          | Erstveröffentlichung: 13. Januar 2023                                                                            |

## Hörspiele
| Jahr | Titel Musiklabel                                        | Anmerkungen                                                               |
| ---- | ------------------------------------------------------- | ------------------------------------------------------------------------- |
| 2014 | Nur 1 Tag Oetinger Media                                | Erstveröffentlichung: 21. Juli 2014 mit Martin Baltscheit & Charly Hübner |
| 2015 | Lustiges Bullerbü und andere Geschichten Oetinger Media | Erstveröffentlichung: 20. Januar 2015                                     |

## Statistik

### Chartauswertung
|                     | DE     | AT     | CH     |
| ------------------- | ------ | ------ | ------ |
| Nummer-eins-Alben   | DE—DE  | AT—AT  | CH—CH  |
| Top-10-Alben        | DE9DE  | AT5AT  | CH2CH  |
| Alben in den Charts | DE12DE | AT10AT | CH10CH |

|                       | DE    | AT    | CH    |
| --------------------- | ----- | ----- | ----- |
| Nummer-eins-Singles   | DE—DE | AT—AT | CH—CH |
| Top-10-Singles        | DE1DE | AT—AT | CH—CH |
| Singles in den Charts | DE8DE | AT6AT | CH3CH |

|                          | DE    | AT    | CH    |
| ------------------------ | ----- | ----- | ----- |
| Nummer-eins-Videoalben   | DE—DE | AT—AT | CH—CH |
| Top-10-Videoalben        | DE—DE | AT1AT | CH—CH |
| Videoalben in den Charts | DE—DE | AT1AT | CH—CH |

### Auszeichnungen für Musikverkäufe
Anmerkung: Auszeichnungen in Ländern aus den Charttabellen bzw. Chartboxen sind in ebendiesen zu finden.
| Land/RegionAuszeichnungen für Musikverkäufe (Land/Region, Auszeichnungen, Verkäufe, Quellen) | Gold     | Platin     | Verkäufe  | Quellen           |
| -------------------------------------------------------------------------------------------- | -------- | ---------- | --------- | ----------------- |
| Deutschland (BVMI)                                                                           | 5× Gold5 | 5× Platin5 | 1.650.000 | musikindustrie.de |
| Österreich (IFPI)                                                                            | 4× Gold4 | —          | 50.000    | ifpi.at           |
| Insgesamt                                                                                    | 9× Gold9 | 5× Platin5 |           |                   |